# Cysticapnos
Cysticapnos – rodzaj z rodziny makowatych (Papaveraceae) i podrodziny dymnicowych Fumarioideae. Obejmuje 4 lub 5 gatunków występujących w południowej Afryce.

## Morfologia
Rośliny jednoroczne, pnące się, z wąsami czepnymi. Kwiaty grzbieciste, białe i różowe, z krótką, ale często szeroką ostrogą. Znamię albo głęboko rozszczepione, albo opatrzone dwoma brodawkami. Owocem jest torebka z licznymi, drobnymi, czarnymi nasionami, pozbawionymi elajosomów. 

## Systematyka
Pozycja systematyczna według Angiosperm Phylogeny Website (aktualizowany system APG III z 2009)
Rodzaj z podrodziny dymnicowych Fumarioideae, rodziny makowatych Papaveraceae zaliczanej do rzędu jaskrowców (Ranunculales) i wraz z nim do okrytonasiennych. W obrębie podrodziny jako jedyny rodzaj nie jest zaliczany do żadnego z plemion (Corydalinae i Fumariinae), jego pozycja systematyczna jest niejasna, dlatego umieszczany jest w obrębie dymnicowych jako takson incertae sedis.
Wykaz gatunków
- Cysticapnos cracca (Cham. & Schltdl.) Lidén
- Cysticapnos pruinosa (E.Mey. ex Bernh.) Lidén
- Cysticapnos vesicaria (L.) Fedde
- Cysticapnos vesicarius (L.) Fedde